# Іссахаре Бен-Дов
Іссахаре Бен-Дов - ізраїльський пульмонолог, фахівець з легеневої реабілітації та фізіології фізичного навантаження. Директор Інституту хвороб легенів медичного центру ім. Хаїма Шиби, ад'юнкт-професор медичної школи ім. Саклера Тель-Авівського університету.

## Біографія
Закінчив медичний факультет Єврейського університету (Єрусалим) в 1975 р.
У 1981 р. завершив спеціалізацію по внутрішній медицині в лікарні Хадасса (Єрусалим), а в 1985 р - спеціалізацію по захворюваннях легенів та інтенсивної терапії в США, в Каліфорнії (Harbor-UCLA Medical Center). У 1989-1991 рр. - науковий співробітник Каліфорнійського університету. Брав участь в дослідженнях фізіології фізичного навантаження під керівництвом відомих пульмонологів - професорів Саймона Годфрі і Карла Вассермана. 
З 1992 р очолює Інститут хвороб легенів медичного центру ім. Х.Шіба. З 2007 року - ад'юнкт-професор Тель-Авівського університету. 
В область клінічних інтересів професора входять:
- кардіореспіраторний взаємодії;
- легенева гіпертензія;
- задишка і непереносимість фізичних навантажень;
- легеневий альвеолярний протеиноз.

## Наукова робота
Займається науковою роботою за наступними темами:
- фізіологія фізичного навантаження у здорових людей і під час хвороби;
- механізми обмеження фізичних навантажень при серцево-судинних і респіраторних захворюваннях;
- легенева реабілітація.

Є автором понад 170 наукових публікацій.